# Dasyatis tortonesei
Dasyatis tortonesei är en rockeart som beskrevs av Capapé 1975. Dasyatis tortonesei ingår i släktet Dasyatis och familjen spjutrockor. Inga underarter finns listade i Catalogue of Life.